# سرور کاربردی
کارساز (سرور) کاربردی (به انگلیسی: application server) موتوری نرم‌افزاری است ؛ که خدمات دسترسی به نرم‌افزار کاربردی را به دیگر رایانه‌ها تحویل می‌دهد. معمولاً این کار از راه اینترنت و با بهره‌گیری از پروتکل انتقال ابرمتن (HyperText Transfer Protocol یا HTTP) صورت می‌گیرد.